# Janusz Beksiak

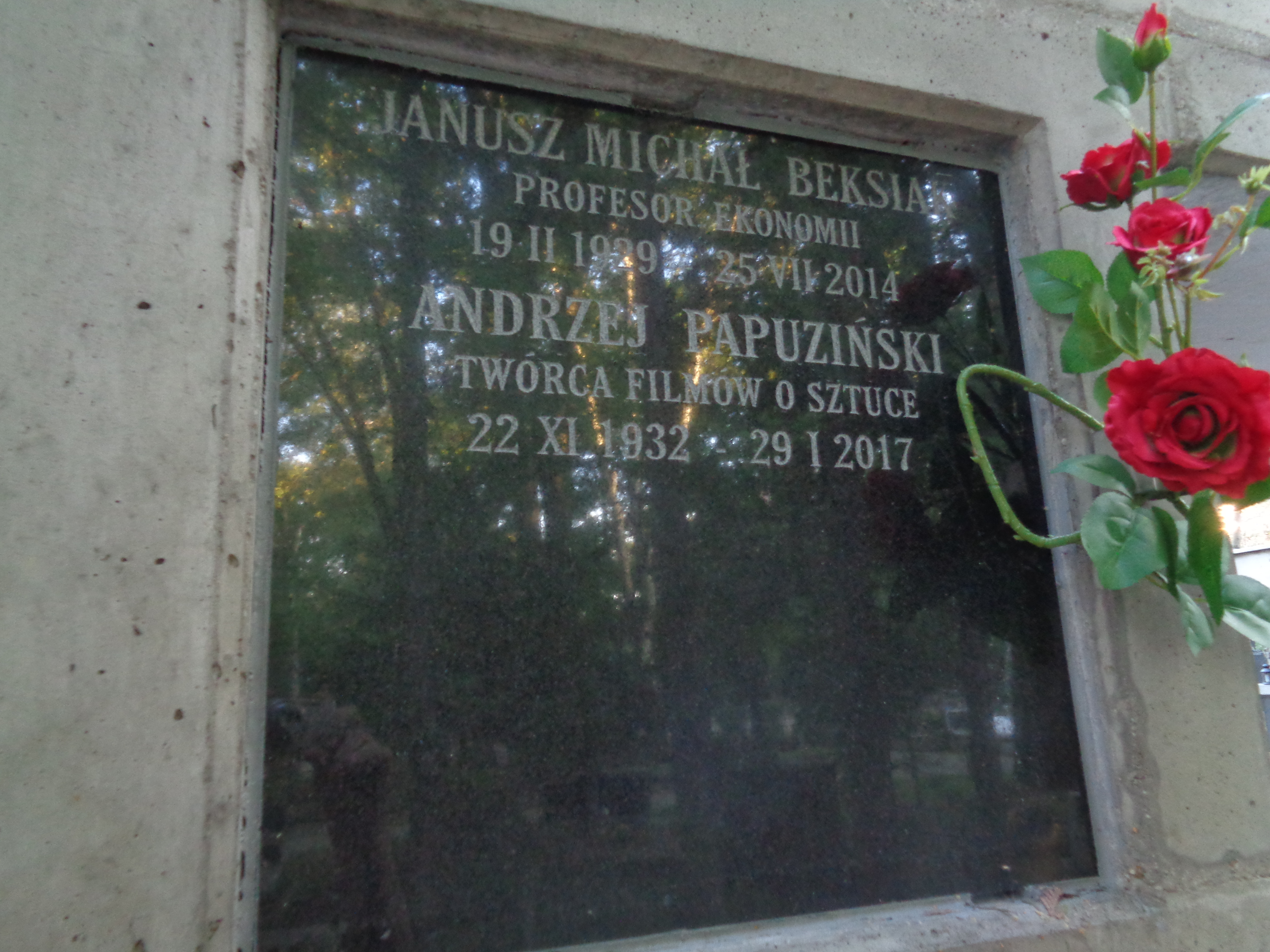
Grób Janusza Beksiaka na Cmentarzu Wojskowym na Powązkach

Janusz Michał Beksiak (ur. 19 lutego 1929 w Grzegorzewie, zm. 25 lipca 2014 w Warszawie) – polski ekonomista, profesor nauk ekonomicznych, wykładowca akademicki.

## Życiorys
Jego ojcem był Michał Beksiak, ostatni przedwojenny burmistrz Koła. Jego rodzina w czasie II wojny światowej została wysiedlona z Wielkopolski, osiedliła się w Warszawie. Janusz Beksiak od 1943 działał w Szarych Szeregach. Brał udział w powstaniu warszawskim (ps. „Lechoń”, „Lechuń”), później przebywał w obozach jenieckich na terenie Niemiec (Lamsdorf i Mühlberg), do kraju wrócił w 1946. Pracował w różnych zawodach, studia rozpoczął w gdyńskiej Wyższej Szkole Handlu Morskiego z siedzibą w Sopocie. W 1955 uzyskał magisterium na Wydziale Przemysłu Szkoły Głównej Planowania i Statystyki w Warszawie. Na tej uczelni otrzymywał kolejne stopnie naukowe – w 1960 został doktorem nauk ekonomicznych (na podstawie rozprawy Rachunek ekonomiczny spółdzielni produkcyjnych), a w 1965 habilitował się w oparciu o pracę zatytułowaną Wzrost gospodarczy i niepodzielność inwestycji. W 1972 uzyskał tytuł profesorski w zakresie nauk ekonomicznych.
Zawodowo od lat 50. pozostawał związany ze Szkołą Główną Planowania i Statystyki, przemianowaną w 1991 na Szkołę Główną Handlową. W 1956 dołączył do nowo utworzonej Katedry Ekonomii Politycznej. W 1972 objął stanowisko profesora nadzwyczajnego, a w 1979 profesora zwyczajnego. Był prodziekanem Wydziału Handlu, dyrektorem Instytutu Podstawowych Problemów Handlu, kierownikiem Katedry Ekonomii Politycznej, dziekanem Kolegium Analiz Ekonomicznych. W latach 1991–1999 wykładał również na Uniwersytecie Jagiellońskim. Zasiadał w Komitecie Nauk Ekonomicznych PAN. W latach 2006–2013 był wykładowcą na Uczelni Łazarskiego. W pracy naukowej specjalizował się w mikroekonomii i teorii ekonomii.
Od 1948 był członkiem Związku Młodzieży Polskiej, a w 1956 wstąpił do Polskiej Zjednoczonej Partii Robotniczej, pełniąc m.in. funkcję doradcy naukowego I sekretarza KC (od 1977). W 1979 zrezygnował z tej funkcji i wystąpił z partii, a w 1980 przystąpił do „Solidarności”, zostając doradcą związku. W 1987 należał do grona tzw. sześćdziesiątki – grupy niezależnych intelektualistów, którzy na prośbę Lecha Wałęsy sformułowali podstawowe cele opozycji demokratycznej. Należał też do powstałego w grudniu 1988 Komitetu Obywatelskiego przy Lechu Wałęsie, uczestniczył po stronie opozycyjnej w obradach Okrągłego Stołu, wchodząc w skład zespołu ds. gospodarki i polityki społecznej. Stał na czele zespołu związanych z OKP ekonomistów, który opracował program gospodarczy alternatywny wobec planu Balcerowicza. Janusz Beksiak był później doradcą premiera Jana Krzysztofa Bieleckiego.
W 1990 został jednym z laureatów pierwszej edycji Nagrody Kisiela.
Był żonaty z Joanną Papuzińską. Zmarł 25 lipca 2014, został pochowany w kolumbarium na Cmentarzu Wojskowym na Powązkach (kwatera 29B, kolumbarium, rząd 9, grób 1).

## Wybrane publikacje
Książki
- Problemy rachunku ekonomicznego spółdzielni produkcyjnych, PWRiL, Warszawa 1961
- Wzrost gospodarczy i niepodzielność inwestycji. Zmiany w planach perspektywicznych, PWN, Warszawa 1965
- Zarys teorii gospodarki socjalistycznej, pr. zb. pod red. A. Wakara, współautor, PWN, Warszawa 1965
- Matematyka w radzieckiej ekonomii, Książka i Wiedza, Warszawa 1966
- Teoria handlu socjalistycznego, pr. zb. pod red. A. Wakara, współautor, PWN, Warszawa 1966
- Równowaga gospodarcza w socjalizmie, współautor U. Libura PWN, Warszawa 1969 (wyd. II w 1972, wyd. III w 1974)
- Teoria pieniądza w gospodarce socjalistycznej, pr. zb. pod red. A.Wakara, współautor, PWN, Warszawa 1969
- Społeczeństwo gospodarujące, PWN, Warszawa 1972 (wyd. II w 1976, wyd. w jęz. japońskim: Tokio 1981)
- Raport o stanie i kierunkach rozwoju handlu wewnętrznego w Polsce, współautorzy T. Palaszewska-Reindl, M. Strużycki, IHW, Warszawa 1975, cz. 1 i 2, także współredaktor
- Gospodarowanie usługami handlowymi, pr. zb. pod red. S. Nowackiego, PWE, Warszawa 1976
- Zarządzanie przedsiębiorstwami, uczestnikami rynku dóbr konsumpcyjnych, współautor i redaktor, PWN, Warszawa 1978, t. 1 i 2 (wyd. II w 1981), t. 3 – 1983, t. 4 – 1990
- Zarys programu stabilizacyjnego i zmian systemowych, współautorzy T. Gruszecki, J. Jędraszczyk, J. Winiecki, Wydawnictwo NSZZ „Solidarność” Region Mazowsze, Warszawa 1990 (też w jęz. angielskim: Outline of a programme for stabilisation and systemic change, w: The Polish transformation. Programme and progress, pr. zb., The Centre for Research into Communist Economies, Londyn 1990)
- Badania nad edukacją ekonomiczną dla gospodarki rynkowej w Polsce, pr. zb., współautor i kierownik naukowy, Program Badań Ekonomicznych Europy Środkowej i Wschodniej, Fundacja im. Stefana Batorego, Warszawa 1996
- Państwo w polskiej gospodarce w latach dziewięćdziesiątych XX wieku, współautor i redaktor naukowy, PWN, Warszawa 2001
- Polska gospodarka w XX wieku. Eseje historyczno-ekonomiczne, współautor i redaktor naukowy, „Literatura”, Łódź 2003
- Falowanie aktywności gospodarczej. Przypadek Polski, współautorzy M. Ciżkowicz, J. Karnowski, C.H. Beck, Warszawa 2013
- O załamaniu i poprawie. Teksty publicystyczne, pod red. H. Sosnowskiej, Wydawnictwo Naukowe Scholar, Warszawa 2015

Podręczniki i skrypty
- Materiały do studiowania ekonomii politycznej socjalizmu, współautor, SGPiS, Warszawa 1961, z. 1 (z. 2 – 1962, z. 3 – 1963, z. 4 – 1964)
- Ekonomia polityczna kapitalizmu. Wybór tekstów. Materiały dla wyższych studiów zawodowych ekonomicznych Wydziału Handlu SGPiS, współautor i kierownik naukowy, Zakład Wydawnictw CRS, Warszawa 1964
- Materiały do studiowania ekonomii politycznej kapitalizmu. Materiały do studiowania dla słuchaczy wyższych studiów zawodowych Wydziału Handlu SGPiS, pr. zb. pod red. A. Wakara, współautor, SGPiS, Warszawa 1965
- Materiały do studiowania ekonomii politycznej socjalizmu, pr. zb. pod red. A. Wakara, współautor, Związek Zawodowy Pracowników Handlu i Spółdzielczości, Zakład Wydawnictw CRS, Warszawa 1965, z. 5
- Ekonomia polityczna socjalizmu. Materiały do studiowania, współautor, SGPiS, Warszawa 1969 (wyd. II w 1971)
- Ekonomia polityczna socjalizmu. Podręcznik dla wyższych szkół ekonomicznych, współautor, PWN, Warszawa 1972
- Materiały pomocnicze do studiowania ekonomii politycznej socjalizmu, Studium Podyplomowe Ekonomiki Przemysłu, SGPiS, Warszawa 1972
- Ekonomia polityczna kapitalizmu. Materiały do studiowania, współautor, SGPiS, Warszawa 1973 (wyd. II w 1987)
- Liberalizm w ekonomii Drugiej Rzeczypospolitej, pr. zb., kierownik naukowy, Uniwersytet Jagielloński, Kraków 1995, skrypt nr 726, kierownik naukowy
- Ekonomia, współautor i redaktor naukowy, PWN, Warszawa 2000
- Ekonomia, kurs podstawowy, C.H. Beck, Warszawa 2007 (wyd. II w 2014)